# Honda CB 750 Seven Fifty
 (août 2024).
Si vous disposez d'ouvrages ou d'articles de référence ou si vous connaissez des sites web de qualité traitant du thème abordé ici, merci de compléter l'article en donnant les références utiles à sa vérifiabilité et en les liant à la section « Notes et références ».
La CB 750 Seven Fifty est un modèle de motos commercialisé par Honda.

## Histoire
Honda lance sur le marché la CB 750 Seven Fifty en 1991. Elle fut commercialisée jusqu'en 2003.
Honda a emprunté le moteur de la CBX 750 F des années 84 à 86 pour motoriser la nouvelle CB.

## Caractéristiques
La moto dispose de d'un 4 cylindres 16 soupapes refroidi par air dans un cadre double berceau tubulaire et de 2 amortisseurs arrière. Le moteur est le modèle CB750.

## Galerie

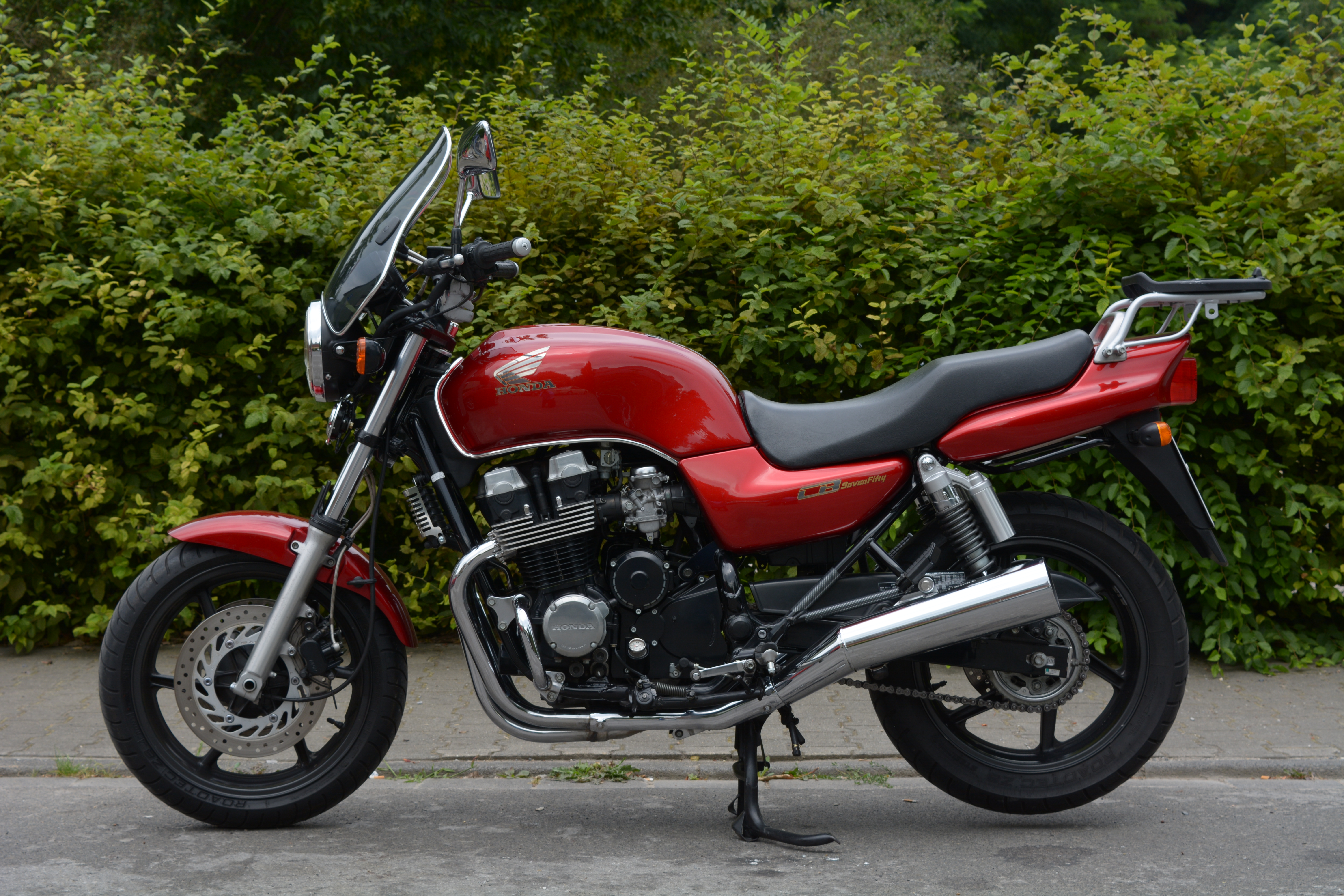
Honda Sevenfifty - view left
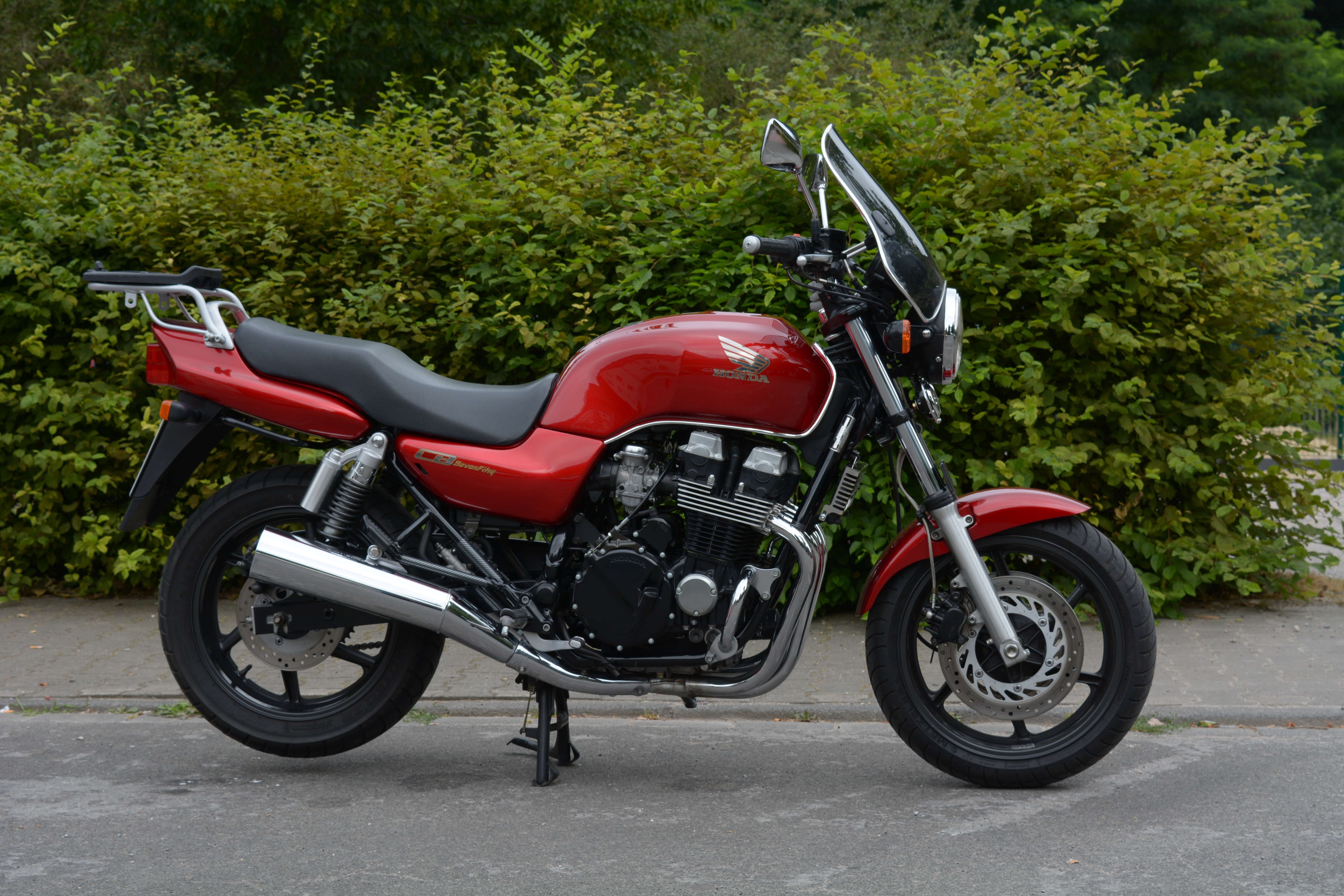
Honda Sevenfifty - view right
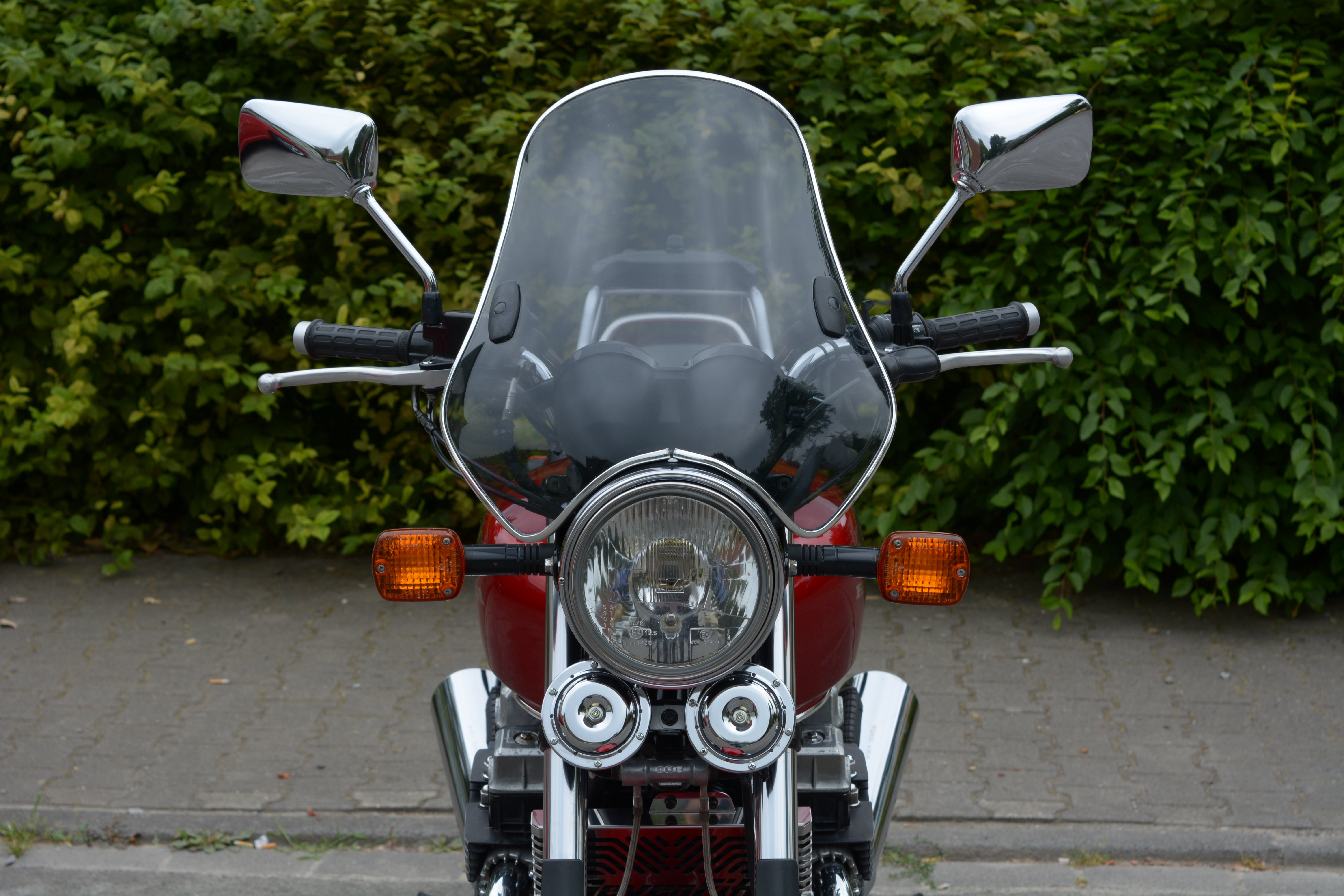
Honda Sevenfifty - front view
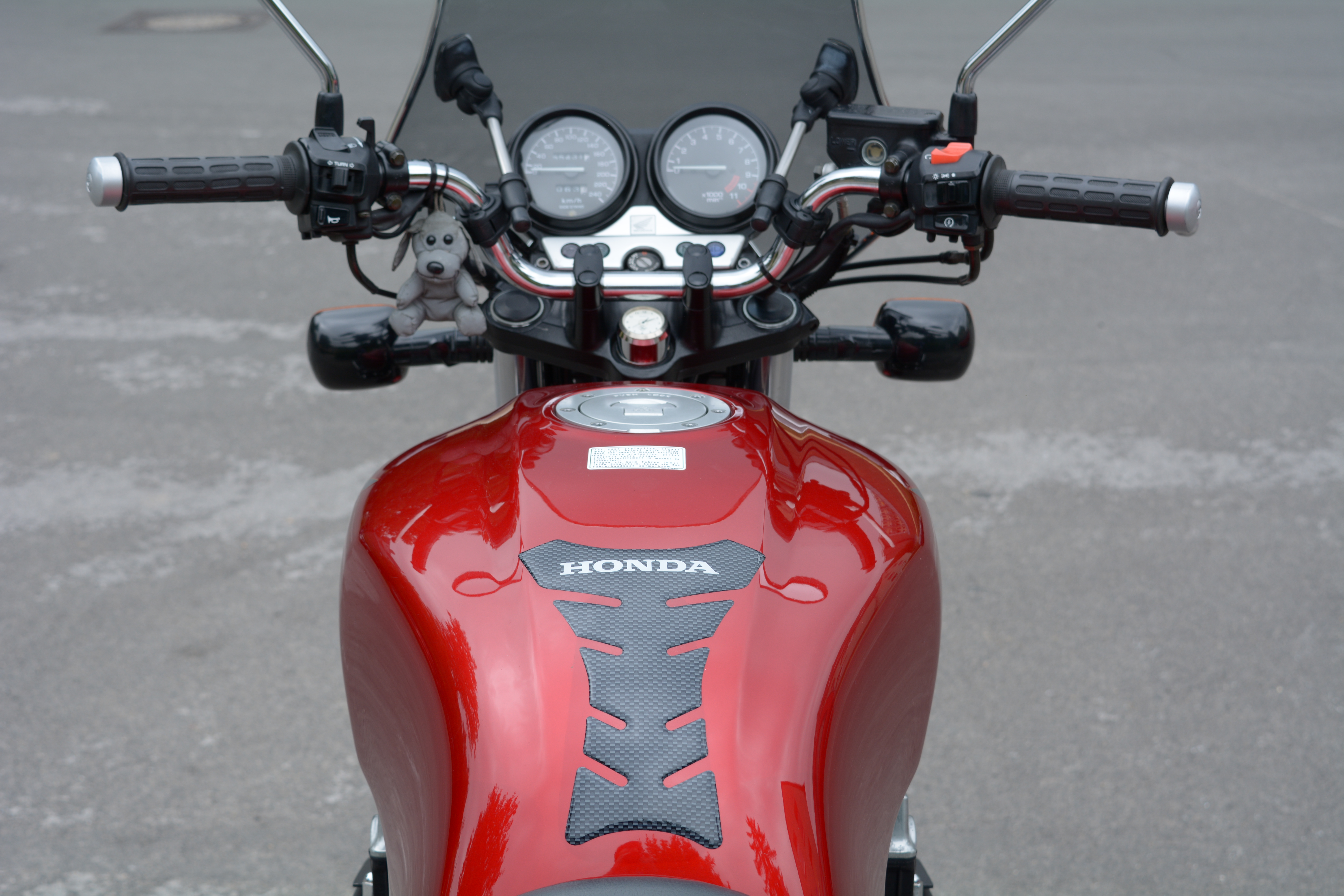
Honda Sevenfifty - handlebar